# جوزف وی. پری
جوزف وی. پری (انگلیسی: Joseph V. Perry؛ ۱۳ فوریه ۱۹۳۱ – ۲۳ فوریهٔ ۲۰۰۰) بازیگر اهل ایالات متحده آمریکا بود.

## گزیده فیلمشناسی
از فیلم‌ها یا برنامه‌های تلویزیونی که وی در آن نقش داشته‌است می‌توان به آثار زیر اشاره کرد.
- خانواده پارتریج
- خواب جینی را می‌بینم
- همه ریموند را دوست دارند
- خیابان‌های سانفرانسیسکو
- ساینفلد
- افسونگر
- اصل دومینو
- وضعیت اضطراری!
- کوجک